# USS Kentucky (BB-66)
Линко́р «Кентукки» (ББ-66) (англ. USS Kentucky (BB-66) — американский линкор, последний в серии из шести линкоров типа «Айова». Заложен 12 июня 1944 года, но строительство так и не было закончено.
«Кентукки» был вторым судном военно-морского флота Соединенных Штатов, названным в честь одноимённого штата. Изначально «Кентукки» должен был стать вторым линкором класса «Монтана», но во время Второй мировой войны потребовались более быстрые линкоры для сопровождения авианосцев типа «Эссекс». Авианосцы типа «Эссекс», ставшие главной ударной силой флота США, имели скорость 31—32 узла, и линейные корабли последней серии прекрасно вписывались в их компанию. В результате «Кентукки» был перестроен в линкор типа «Айова», как и его систершип «Иллинойс». «Кентукки» всё ещё находился в стадии строительства, когда Вторая мировая завершилась и строительство линкора было приостановлено. Он служил своего рода складом запасных частей для линкоров типа «Айова», находящихся в строю. В 1950-х было несколько попыток достроить корабль, оснастив линкор управляемыми ракетами. Но из-за сложности и дороговизны проект ракетного линкора так и не был реализован. «Кентукки» в конечном счёте был списан и продан на слом в 1958.